# Os Marginais - 1.º episódio
Os Marginais é um filme brasileiro de 1968, do gênero drama, que teve seu primeiro episódio, de nome "Guilherme", dirigido por Carlos Alberto Prates Correia.

## Sinopse
Guilherme, jovem belo-horizontino que concluiu a faculdade logo depois de 64, é torturado por dois homens e foge para o interior, querendo se vingar. Em Montes Claros apresenta-se como empresário paulista disposto a investir na região de Minas da SUDENE, fica noivo da filha do prefeito e vai tomando conta da cidade. Já candidato a deputado, encontra-se com Lígia (prima da futura esposa) e se apaixona por ela, sendo correspondido. O prefeito manda matá-lo, mas ele domina o pistoleiro e prepara nova fuga.

## Elenco
- Paulo José (Guilherme)
- Helena Ignez (Lídia)
- Maria do Rosário (Maria Luísa)
- Delorges Caminha (Prefeito Diogo Malta)
- Lucy Panicalli (1ª dama)
- Luiz Garcia (Dono da charrete)
- Diógenes Câmara (Mestre de cerimônias)
- Guaracy Rodrigues (Pistoleiro)
- Casemiro de Paula (Correligionário)
- Maurício Lansky e Haroldo Santiago (Torturadores)
- Milton Gontijo e Mário Costa (Parceiros de pôquer)